# 원종 (조선)
원종(元宗, 1580년 8월 12일(음력 6월 22일) ~ 1620년 1월 23일(1619년 음력 12월 29일))은 조선의 추존 국왕으로, 선조의 다섯째 아들이며 어머니는 인빈 김씨이다. 인조반정으로 왕위에 오른 아들 인조에 의해 정원대원군을 거쳐 원종으로 추존되었다. 
제16대 국왕인 인조의 아버지로, 인조반정으로 즉위한 인조에 의해 대원군에서 왕으로 추존된 인물이다. 조선 건국 이후 최초로 왕세자를 역임하지 않고도 왕으로 추존된 인물이기도 하다. 임진왜란 당시 선조를 호종한 공로로 1604년(선조 36년) 호성공신에 책록되었다. 1591년(선조 24년)에는 광국원종공신 1등에도 특별히 추가된다.
성은 이(李), 휘는 부(琈), 본관은 전주, 정식 시호는 원종공량경덕인헌정목장효대왕(元宗恭良敬德仁憲靖穆章孝大王)이며 명나라로부터 공량(恭良)의 시호를 받았으며, 명나라로부터 시호를 받은 마지막 왕이기도 하다. 정치적 목적에 의해 왕으로 추존되었다.
호성공신 2등, 광국원종공신 1등, 위성원종공신 1등, 정운원종공신 1등에 책록되어, 공신을 불천지위로 봉하고 공신의 초상화를 그려서 보존, 보관해두는 법에 따라 그의 초상화를 그려서 보관해두었다. 선원보략에 실린 초상화 외에 공신 책봉 후 제작된 그의 생전 초상화가 20세기에 와서 알려지게 되었다.

## 생애

### 왕자와 공신
이름은 이부(李琈)이고 본관은 전주 이씨(全州 李氏)이며 1580년 8월 2일(음력 6월 22일) 경복궁의 별전(別殿)에서 선조의 다섯째 서자이자 인빈 김씨 소생 셋째 아들로 태어났다. 어려서부터 용모가 출중하였고 태도가 신중했으며, 효성과 우애가 남달라서 선조의 총애를 받았다라고 그의 묘비에는 써져있지만, 생전의 기록인 선조실록에는 "성품이 포악하고 행동이 방탕하여 당시 사람들에게 손가락질과 탄핵을 받았다."라고 적혀있다. 임해군과 순화군을 능가하는 선조의 아들들 중 최악의 망나니였지만 아들이 왕이 됨에 따라 과도한 띄워주기를 했다.
한편 그는 "특별히 선조(宣祖)의 사랑을 받아 전후로 선물을 내려준 것이 왕자에 비할 수 없이 많았다" 한다. 부왕에게서 많은 선물을 받고 총애를 얻었지만 구체적으로 어떤 선물을 하사받았는지는 기록하지 않았다.
1587년(선조 20) 정원군(定遠君)에 봉해졌으며, 구사맹의 딸 연주군부인(連珠郡夫人, 후일의 계운궁 인헌왕후 구씨)과 혼인하여 3남을 두었다. 셋째 능창군 전은 역모 사건에 연루되어 자결한다. 첫째 능양군 종은 훗날인 1623년 3월 인조반정으로 정권을 잡고 조선 16대 임금이 된다.
1591년(선조 24) 이복 형 임해군 진, 광해군 혼, 친형 신성군 후, 이복동생 순화군 보 등과 함께 광국원종공신 1등에 특별히 책록되었다. 1592년(선조 25년) 임진왜란 당시 선조를 호종한 공로로 전란이 종결된 뒤 1604년(선조 37년) 6월 25일 한양에서부터 의주(義州)까지 시종 어가(御駕)를 모신 사람을 포상할 때, 호성공신(扈聖功臣, 또는 호종공신)에 책록되었다.
그는 공신에 책록되었기에 공신의 한사람으로써 초상화가 그려졌으며, 후대에 그의 초상화가 발견되어 정체불명의 공신초상화로 불리다가 그의 초상화로 판정되었다.

### 활동

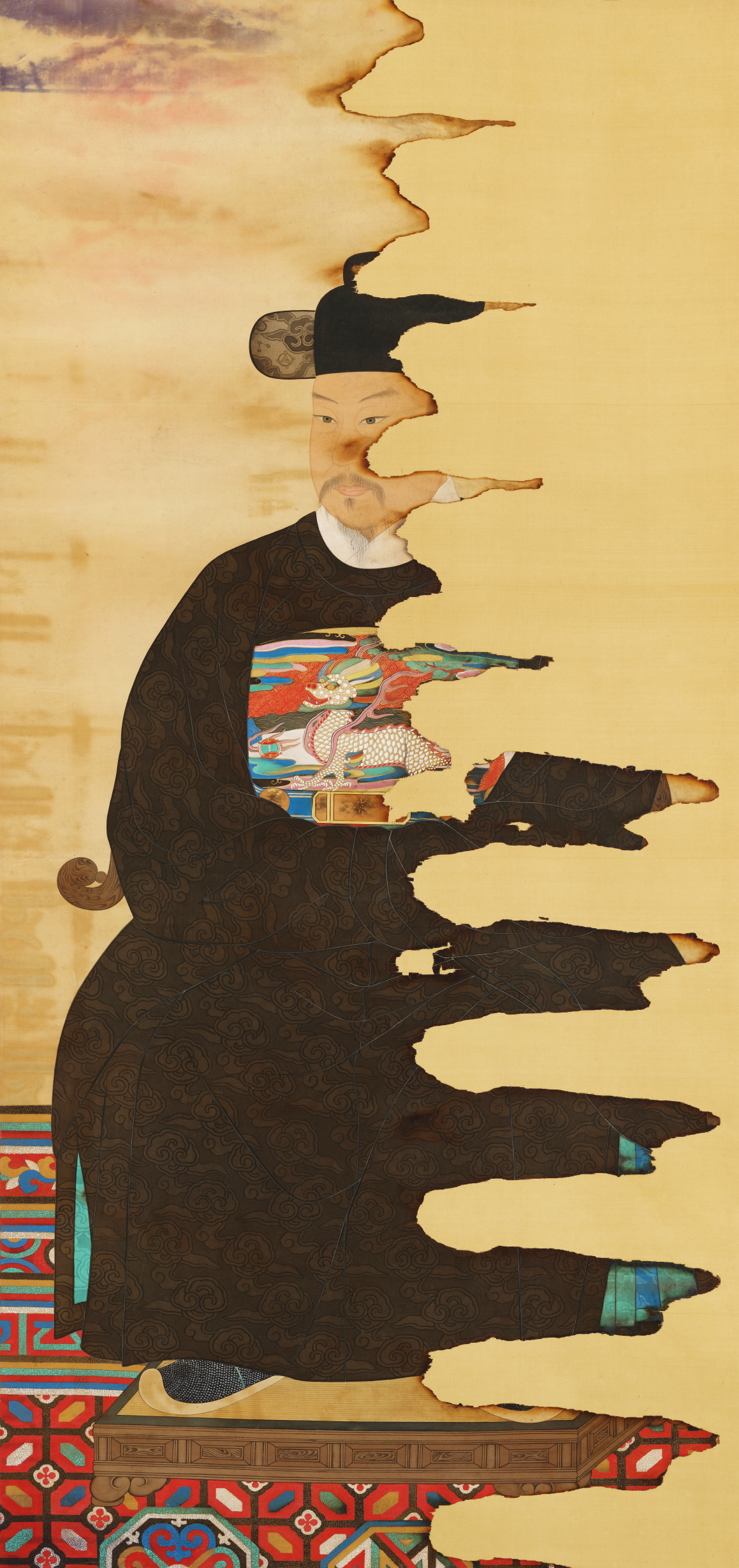
정원군의 공신 초상

부왕 선조의 재임 중 그의 집안 노비들과 하원군 집안의 노비들 간에 싸움이 벌어졌다. 그러자 하원군의 부인을 강제로 끌고 와 자신의 집에 가두었고, 하원군의 아들 영제군 이석령(寧堤君 李錫齡), 익성군 이향령(益城君 李享齡) 등이 울면서 애걸복걸하자 겨우 풀어주어 탄핵을 당했다. 1608년(광해군 즉위) 유영경의 옥사 직후 정운원종공신 1등(定運原從功臣一等)에 책록되었다.
1610년(광해군 2년) 4월 세자(폐세자 이지)의 가례식 때 왕실의 종친 대표의 자격으로 참석하였다. 그해 7월 경창군(慶昌君)의 혼례를 주관하였다. 1611년 사옹원 도제조(司饔院都提調)를 지냈다. 1612년 6월에는 백관들을 앞세워 광해군에게 존호를 올려야 된다는 여론에 앞장섰다. 1616년 5월에도 5월 17일부터 5월 29일까지 그는 백관들을 앞세워 광해군에게 존호를 올려야 된다는 여론에 앞장섰다.
1614년(광해군 6년) 8월 27일 위성원종공신 1등(衛聖原從功臣)에 책록되었다.
광해군 즉위 이후, 그는 그의 모후 인빈 김씨가 생전 광해군의 모후 공빈 김씨의 숙적이었던 탓에 일체의 정치적 활동을 삼가고 조용히 근신하였다. 그러나 아들 능창군이 역모로 몰려 죽는 것을 보았다. 이 때문에 자기 아들 인조가 인조반정을 일으키는데에 빌미를 주어 광해군을 폐위시키는 것에 대해 마음을 굳히게 되었다. 아들 능창군이 죽은 뒤 그는 홧병을 얻었고, 술을 더 가까이 했다.

### 생애 후반
그는 술을 좋아하였는데, 후일 인조 즉위 후 편찬된 광해군일기에 의하면 그는 "걱정과 답답한 심정으로 지내느라 술을 많이 마셔서 병까지 들었다."고 한다. 그는 늘 말하기를 나는 해가 뜨면 간밤에 무사하게 지낸 것을 알겠고 날이 저물면 오늘이 다행히 지나간 것을 알겠다. 오직 바라는 것은 일찍 집의 창문 아래에서 죽어 지하의 선왕(선조)을 따라가는 것일 뿐이다.”라고 했다 한다. 이는 《월사집》(月沙集)과 《흥경원지》(興慶園誌), 연려실기술에도 같은 내용이 전한다.
1619년 한성 회현방(會賢坊)에서 술병과 홧병으로 사망하였다. 사망 당시 향년 39세였다.
생전에 아들 능창군 전을 후사없이 죽은 형 신성군의 양자로 보냈지만 그가 신경진의 옥사에 역모로 몰려 사형되는 것을 봤고 이 때문에 화병으로 죽었다고 한다. 아들 인조가 왕위에 오르자 대원군에 추존되어 정원대원군(定遠大院君)으로 불렸고, 이후 인조는 선조-정원대원군-인조로 이어지는 왕통을 세우기 위해 그를 왕으로 추존하려 하여 조선 조정에 새로운 논쟁을 불러왔다.

### 사후
화상(畫像)이 있어서 인조 즉위 후 영희전(永禧殿)에 봉안하였으며, 무덤은 경기도 김포시에 있는 장릉(章陵)이다. 선원보략에 실린 초상화 외에 공신 책봉 후 제작된 그의 생전 화상은 후에 실전되었다가, 공신들 초상화 중의 하나가 그의 초상화인 것이 20세기에 와서 확인되었다.
사망 직후 바로 경기도 양주군 금촌면 곡촌리(谷村里, 현 남양주시 금곡동)의 처가 능성구씨 선산 근처에 안장되었다. 아들 인조가 왕이되면서 대원군으로 추존되고 묘는 원으로 승격되어 흥경원(興慶園)이 되었다. 본래 광해군 일기에 있던 그의 졸기는 당대의 기록이 아니라, 사후 인조 즉위 후에 편집되어 원종해왕 훙 이라고 지어졌다.
1627년 인조에 의해 묘소가 김포군 성산의 육경원 언덕으로 천장하여 부인 계운궁 구씨의 묘소와 같이 조성되고 흥경원이라 개칭되었다. 1632년 10년간의 논쟁 끝에 원종(元宗)으로 추존되었다. 김장생, 정구 등은 인조는 선조의 대통을 계승했다 하여 그를 왕으로 추존하는 것을 반대했다. 그러나 인조는 그를 왕으로 추존하기를 강행했고, 박지계 등 일부 유학자들이 인조의 편을 들어 그를 왕으로 추숭하게 된다. 박지계가 시류에 영합했다는 이유로 박지계에게 유벌을 가한 허목 등은 정거처분을 받게도 했다. 묘소는 흥경원에서 장릉으로 격상되었다.

## 기타
한편 정원군은 생전에 대북파의 감시를 받았다. 정원군이 살던 집터에는 왕기(임금이 날 조짐)가 서린다는 소문과 그의 셋째 아들 능창군의 기상이 비범하다는 소문 때문이다. 그후 1616년에는 광해군이 정원군의 집터에 왕기가 서린다는 소문을 계속 듣자 정원군의 집터를 빼앗아 궁궐을 지어 버렸다. 이때 지은 궁궐은 지금의 경덕궁(경희궁)이다.
남연군의 가계는 인평대군에서 시작되지만 인평대군이 인조의 명으로 능창군 전의 양자가 되면서, 남연군의 생가 가계는 능창군으로부터 시작된다. 조선말과 대한제국 때까지도 남연군의 생가는 호적상 능창군의 후손으로 등재되었다.

## 가족 관계
| 조선의 추존 국왕 | 원종 元宗 | 출생 | 1580년 8월 2일 (음력 6월 22일) 조선 한성부 경복궁 별전                       |
| 조선의 추존 국왕 | 원종 元宗 | 사망 | 1620년 2월 2일 (1619년 음력 12월 29일) (39세) 조선 한성부 송현궁 정원군 사저 |

|      |                                                                         | 본관 | 생몰년          | 부모                                                                          | 비고          |
| ---- | ----------------------------------------------------------------------- | ---- | --------------- | ----------------------------------------------------------------------------- | ------------- |
| 부   | 선조대왕 宣祖大王                                                       | 전주 | 1552년 - 1608년 | 덕흥대원군 德興大元君 하동부대부인 정씨 河東府大夫人 鄭氏                     | 제14대 국왕   |
| 법모 | 의인왕후 박씨 懿仁王后 朴氏                                             | 반남 | 1555년 - 1600년 | 반성부원군 박응순 潘城府院君 朴應順 완산부부인 이수 完山府夫人 李壽           |               |
| 법모 | 인목왕후 김씨 仁穆王后 金氏 명렬대왕대비 明烈大王大妃 소성대비 昭聖大妃 | 연안 | 1584년 - 1632년 | 연흥부원군 김제남 延興府院君 金悌男 광산부부인 광주 노씨 光山府夫人 光州 盧氏 |               |
| 모   | 인빈 김씨 仁嬪 金氏 경혜인빈 敬惠仁嬪                                   | 수원 | 1555년 - 1613년 | 김한우 金漢佑 전주 이씨 全州 李氏                                             | 인조의 할머니 |

| 추존 왕비 | 시호                                              | 본관 | 생몰년          | 부모                                                                    | 비고                          |
| 추존 왕비 | 인헌왕후 구씨 仁獻王后 具氏 연주군부인 連珠郡夫人 | 능성 | 1578년 - 1626년 | 능안부원군 구사맹 綾安府院君 具思孟 평산부부인 신지향 平山府夫人 申芝香 | 인조 10년(1632년) 왕비로 추존 |

| 군호 | 군호                            | 이름  | 생몰년          | 생모          | 배우자                                                  | 비고                          |
| ---- | ------------------------------- | ----- | --------------- | ------------- | ------------------------------------------------------- | ----------------------------- |
| 1    | 인조대왕 仁祖大王 능양군 綾陽君 | 종 倧 | 1595년 - 1649년 | 인헌왕후 구씨 | 인열왕후 한씨 仁烈王后 韓氏 장렬왕후 조씨 莊烈王后 趙氏 | 제16대 국왕                   |
| 2    | 능풍군 綾豐君                   | 명 佲 | 1596년 - 1604년 | 측실 김씨     |                                                         |                               |
| 3    | 능원대군 綾原大君               | 보 俌 | 1598년 - 1656년 | 인헌왕후 구씨 | 문화부부인 유씨 文化府夫人 柳氏 부부인 김씨 府夫人 金氏 |                               |
| 4    | 능창대군 綾昌大君               | 전 佺 | 1599년 - 1615년 | 인헌왕후 구씨 | 부부인 구씨 府夫人 具氏                                 | 신경희의 옥사에 연루되어 자결 |

## 원종이 등장한 작품
- 《서궁》(KBS2, 1995년, 배우:이재연)
- 《왕의 여자》(SBS, 2003년~2004년, 배우:손종범)
- 《왕의 얼굴》(KBS2, 2014년~2015년, 배우:서현석, 박준목)
- 《화정》(MBC, 2015년, 배우:장승조)

## 같이 보기
- 조선 왕 가계도
- 능창대군
- 인헌왕후
- 구사맹
- 구굉
- 신성군
- 인빈 김씨